# Mistrzostwa Świata FIBT 1989
Mistrzostwa Świata FIBT 1989 odbywały się w dniach 19 lutego 1989 r. we włoskiej miejscowości Cortina d’Ampezzo, gdzie przeprowadzono konkurencje bobslejowe oraz w dniach 4–5 lutego 1989 roku w szwajcarskiej miejscowości Sankt Moritz, gdzie rozegrano jedną konkurencję skeletonu.

## Skeleton
- Data: 4 – 5 lutego 1989 Sankt Moritz

### Mężczyźni
| Miejsce | Sportowiec         | Narodowość | Czas    |
| ------- | ------------------ | ---------- | ------- |
| 1       | Alain Wicki        | Szwajcaria | 4:28.62 |
| 2       | Christian Auer     | Austria    | 4:30.16 |
| 3       | Franz Plangger     | Austria    | 4:32.00 |
| 4       | Michael Grünberger | Austria    | 4:32.02 |
| 5       | Fred Markl         | RFN        | 4:33.54 |
| 6       | Martin Thaler      | Austria    | 4:34.05 |
| 7       | Richard Baumann    | RFN        | 4:34.08 |
| 8       | Urs Vescoli        | Szwajcaria | 4:34.30 |
| 9       | Rico Vetterli      | Szwajcaria | 4:34.72 |
| 10      | Howard Vandall     | Kanada     | 4:35.00 |

### Tabela medalowa
| Miejsce | Państwo    |   |   |   | Razem |
| ------- | ---------- | - | - | - | ----- |
| 1.      | Szwajcaria | 1 | 0 | 0 | 1     |
| 2.      | Austria    | 0 | 1 | 1 | 2     |

## Bobsleje

### Mężczyźni

#### Dwójki
- Data: 19 lutego 1989 r. Cortina d’Ampezzo

| Miejsce | Narodowość | Zawodnik                     | czas |
| ------- | ---------- | ---------------------------- | ---- |
| 1       | NRD        | Wolfgang Hoppe Bogdan Musiol | –    |
| 2       | Szwajcaria | Gustav Weder Bruno Gerber    | –    |
| 3       | ZSRR       | Jānis Ķipurs Aldis Intlers   | –    |

#### Czwórki
- Data: 19 lutego 1989 r. Cortina d’Ampezzo

| Miejsce | Narodowość | Zawodnik                                                    | czas |
| ------- | ---------- | ----------------------------------------------------------- | ---- |
| 1       | Szwajcaria | Gustav Weder Curdin Morell Bruno Gerber Lorenz Schindelholz | –    |
| 2       | Szwajcaria | Nico Baracchi Christian Reich Donat Acklin René Mangold     | –    |
| 3       | NRD        | Wolfgang Hoppe Bodo Ferl Bogdan Musiol Ingo Voge            | –    |

## Tabela medalowa
| Miejsce | Państwo    |   |   |   | Razem |
| ------- | ---------- | - | - | - | ----- |
| 1.      | Szwajcaria | 1 | 2 | 0 | 3     |
| 2.      | NRD        | 1 | 0 | 1 | 2     |
| 3.      | ZSRR       | 0 | 0 | 1 | 1     |